# Megalurus punctatus
Megalurus punctatus е вид птица от семейство Locustellidae.

## Разпространение
Видът е разпространен в Нова Зеландия.